# Walerij Broszyn
Walerij Wiktorowicz Broszyn (ros. Валерий Викторович Брошин; ur. 19 października 1962 w Leningradzie, zm. 5 marca 2009 w Moskwie) – radziecki piłkarz i trener.
Broszyn w czasie swej kariery grał w takich klubach jak: Zenit Petersburg i CSKA Moskwa. Rozegrał trzy spotkania w reprezentacji Związku Radzieckiego. Był uczestnikiem Mistrzostw Świata w 1990 roku, a po rozpadzie ZSRR grał w reprezentacji Turkmenistanu.
Zmarł 5 marca 2009 na raka. Pochowany na Cmentarzu Chowańskim w Moskwie.

## Sukcesy i odznaczenia

### Sukcesy klubowe
- mistrz ZSRR: 1984, 1991
- mistrz Turkmenistanu: 1998
- zdobywca Pucharu ZSRR: 1991
- zdobywca Pucharu Turkmenistanu: 1997

### Sukcesy indywidualne
- 3-krotnie wybrany do listy 33 najlepszych piłkarzy ZSRR: Nr 2 (1984, 1990); Nr 3 (1991)